# Black Bear
Black Bear è un film statunitense del 2020 diretto e scritto da Lawrence Michael Levine.